# سعيد الدارمي
سعيد الدارمي (؟ - 150 هـ/767م) شاعر عربي مُخضرَم شهد العصر الأموي والعصر العباسي الأوَّل، تُنسَب إليه أشعار قليلة.

## سيرته
ولدَ سعيد الدارمي في مدينة مكة، زمن الخلافة الأمويَّة، ويعود نسبه إلى سويد بن زيد الجاهلي، وتاريخ ولادته غير معروف، ويظهر من الروايات أنَّه كان في شبابه أيام خلافة عمر بن عبد العزيز. اشتهر سعيد في مسقط رأسه شاعراً ومُغنِّياً، ويُوصَف أنَّه ظريف يُحبُّ المجالسة والمؤانسة، ويُروَى عنه كذلك البخل. عمَّر سعيد الدارمي إلى العصر العباسي، وامتدح ولاة مكة المتوالين عليها، وتُوفِّي قرابة 150هـ في خلافة أبي جعفر المنصور. لم تتبقى الكثير من أشعار الدارمي، ويغلب على شعره المرح والهزل، ويتناول في أشعاره المديح والغزل والزهد.
من أشهر قصائده التي ألفها الدارمي تلك التي يُروِّج فيها للخمار الأسود، بعد أن طلب منه أحد أصدقائه التُجار المعونة عندما انخفض رواج تلك السلعة، يقول فيها الدارمي: